# Bégadan
Bégadan är en kommun i departementet Gironde i regionen Nouvelle-Aquitaine i sydvästra Frankrike. Kommunen ligger i kantonen Lesparre-Médoc som tillhör arrondissementet Lesparre-Médoc. År 2022 hade Bégadan 897 invånare.

## Befolkningsutveckling
Antalet invånare i kommunen Bégadan
Referens:INSEE